# Liste der Gemeinden im Landkreis Bad Kissingen

Karte des Landkreises Bad Kissingen

Die Liste der Gemeinden im Landkreis Bad Kissingen gibt einen Überblick über die Verwaltungseinheiten des Landkreises. Es gibt 26 politische Gemeinden, von denen 13 eine eigene Verwaltung haben, und 4 Verwaltungsgemeinschaften.

## Legende
- Verwaltungseinheit: Name der Gemeinde und Angabe der Gemeindeart: Gemeinde (–), Markt (M), Stadt (St), Große Kreisstadt (GKSt) oder Name der Verwaltungsgemeinschaft. Einheitsgemeinden wie auch Verwaltungsgemeinschaften sind fett gedruckt
- Wappen: Wappen der Gemeinde
- GT: Gemeindeteile der Gemeinde. Der Wiki-Link ist mit der Gemeindegliederung der jeweiligen Gemeinde verknüpft.
- VG: Zeigt ggf. an, ob eine Gemeinde zu einer Verwaltungsgemeinschaft gehört
- Karte: Zeigt die Lage der Gemeinde im Landkreis
- Fläche: Fläche der Stadt beziehungsweise Gemeinde, angegeben in Quadratkilometer
- Einwohner: Zahl der Menschen die in der Gemeinde beziehungsweise Stadt leben (Stand: 31. Dezember 2023[1])
- EW-Dichte: Angegeben ist die Einwohnerdichte, gerechnet auf die Fläche der Verwaltungseinheit, angegeben in Einwohner pro km2 (Stand: 31. Dezember 2023[2])
- Statistik: Link zur kommunalen Statistik des Bayerischen Landesamts für Statistik
- Website: Website der Gemeinde bzw. der Verwaltungsgemeinschaft

## Gemeinden
| Verwaltungseinheit       | Wappen                                       | GT | VG            | Karte                                                                     | Fläche in km²   | Einwohner      | Einwohner je km² | Statistik | Website |
| ------------------------ | -------------------------------------------- | -- | ------------- | ------------------------------------------------------------------------- | --------------- | -------------- | ---------------- | --------- | ------- |
| Landkreis Bad Kissingen  | Wappen des Landkreises Bad Kissingen         |    |               | Der Landkreis Bad Kissingen                                               | 1136,92         | 104898         | 92               | [ 3 ]     | [ 4 ]   |
| Bad Brückenau, VG        |                                              |    | Bad Brückenau | Lage der Verwaltungsgemeinschaft Bad Brückenau im Landkreis Bad Kissingen | 86,25 (7.6 %)   | 5598 (5.3 %)   | 65               |           | [ 5 ]   |
| Elfershausen, VG         |                                              |    | Elfershausen  | Lage der Verwaltungsgemeinschaft Elfershausen im Landkreis Bad Kissingen  | 53,21 (4.7 %)   | 4769 (4.5 %)   | 90               |           | [ 6 ]   |
| Euerdorf, VG             |                                              |    | Euerdorf      | Lage der Verwaltungsgemeinschaft Euerdorf im Landkreis Bad Kissingen      | 51,91 (4.6 %)   | 4397 (4.2 %)   | 85               |           | [ 7 ]   |
| Maßbach, VG              |                                              |    | Maßbach       | Lage der Verwaltungsgemeinschaft Maßbach im Landkreis Bad Kissingen       | 92,22 (8.1 %)   | 6557 (6.3 %)   | 71               |           | [ 8 ]   |
| Aura an der Saale        | Wappen der Gemeinde Aura an der Saale        | 1  | Euerdorf      | Lage der Gemeinde Aura an der Saale im Landkreis Bad Kissingen            | 10,10 (0.9 %)   | 877 (0.8 %)    | 87               | [ 9 ]     | [ 10 ]  |
| Bad Bocklet, M           | Wappen der Gemeinde Bad Bocklet              | 10 |               | Lage der Gemeinde Bad Bocklet im Landkreis Bad Kissingen                  | 37,93 (3.3 %)   | 4777 (4.6 %)   | 126              | [ 11 ]    | [ 12 ]  |
| Bad Brückenau, St        | Wappen der Gemeinde Bad Brückenau            | 11 |               | Lage der Gemeinde Bad Brückenau im Landkreis Bad Kissingen                | 23,73 (2.1 %)   | 6674 (6.4 %)   | 281              | [ 13 ]    | [ 14 ]  |
| Bad Kissingen, GKSt      | Wappen der Gemeinde Bad Kissingen            | 18 |               | Lage der Gemeinde Bad Kissingen im Landkreis Bad Kissingen                | 69,93 (6.2 %)   | 23245 (22.2 %) | 332              | [ 15 ]    | [ 16 ]  |
| Burkardroth, M           | Wappen der Gemeinde Burkardroth              | 23 |               | Lage der Gemeinde Burkardroth im Landkreis Bad Kissingen                  | 69,11 (6.1 %)   | 7548 (7.2 %)   | 109              | [ 17 ]    | [ 18 ]  |
| Elfershausen, M          | Wappen der Gemeinde Elfershausen             | 6  | Elfershausen  | Lage der Gemeinde Elfershausen im Landkreis Bad Kissingen                 | 34,91 (3.1 %)   | 2852 (2.7 %)   | 82               | [ 19 ]    | [ 20 ]  |
| Euerdorf, M              | Wappen der Gemeinde Euerdorf                 | 2  | Euerdorf      | Lage der Gemeinde Euerdorf im Landkreis Bad Kissingen                     | 16,34 (1.4 %)   | 1531 (1.5 %)   | 94               | [ 21 ]    | [ 22 ]  |
| Fuchsstadt               | Wappen der Gemeinde Fuchsstadt               | 1  | Elfershausen  | Lage der Gemeinde Fuchsstadt im Landkreis Bad Kissingen                   | 18,30 (1.6 %)   | 1917 (1.8 %)   | 105              | [ 23 ]    | [ 24 ]  |
| Geroda, M                | Wappen der Gemeinde Geroda                   | 3  | Bad Brückenau | Lage der Gemeinde Geroda im Landkreis Bad Kissingen                       | 16,80 (1.5 %)   | 818 (0.8 %)    | 49               | [ 25 ]    | [ 26 ]  |
| Hammelburg, St           | Wappen der Gemeinde Hammelburg               | 19 |               | Lage der Gemeinde Hammelburg im Landkreis Bad Kissingen                   | 128,88 (11.3 %) | 10826 (10.3 %) | 84               | [ 27 ]    | [ 28 ]  |
| Maßbach, M               | Wappen der Gemeinde Maßbach                  | 15 | Maßbach       | Lage der Gemeinde Maßbach im Landkreis Bad Kissingen                      | 59,30 (5.2 %)   | 4415 (4.2 %)   | 74               | [ 29 ]    | [ 30 ]  |
| Motten                   | Wappen der Gemeinde Motten                   | 10 |               | Lage der Gemeinde Motten im Landkreis Bad Kissingen                       | 23,80 (2.1 %)   | 1706 (1.6 %)   | 72               | [ 31 ]    | [ 32 ]  |
| Münnerstadt, St          | Wappen der Gemeinde Münnerstadt              | 19 |               | Lage der Gemeinde Münnerstadt im Landkreis Bad Kissingen                  | 93,11 (8.2 %)   | 7556 (7.2 %)   | 81               | [ 33 ]    | [ 34 ]  |
| Nüdlingen                | Wappen der Gemeinde Nüdlingen                | 5  |               | Lage der Gemeinde Nüdlingen im Landkreis Bad Kissingen                    | 26,36 (2.3 %)   | 3996 (3.8 %)   | 152              | [ 35 ]    | [ 36 ]  |
| Oberleichtersbach        | Wappen der Gemeinde Oberleichtersbach        | 15 | Bad Brückenau | Lage der Gemeinde Oberleichtersbach im Landkreis Bad Kissingen            | 27,60 (2.4 %)   | 2088 (2 %)     | 76               | [ 37 ]    | [ 38 ]  |
| Oberthulba, M            | Wappen der Gemeinde Oberthulba               | 8  |               | Lage der Gemeinde Oberthulba im Landkreis Bad Kissingen                   | 52,48 (4.6 %)   | 5092 (4.9 %)   | 97               | [ 39 ]    | [ 40 ]  |
| Oerlenbach               | Wappen der Gemeinde Oerlenbach               | 8  |               | Lage der Gemeinde Oerlenbach im Landkreis Bad Kissingen                   | 33,42 (2.9 %)   | 5064 (4.8 %)   | 152              | [ 41 ]    | [ 42 ]  |
| Ramsthal                 | Wappen der Gemeinde Ramsthal                 | 1  | Euerdorf      | Lage der Gemeinde Ramsthal im Landkreis Bad Kissingen                     | 10,42 (0.9 %)   | 1089 (1 %)     | 105              | [ 43 ]    | [ 44 ]  |
| Rannungen                | Wappen der Gemeinde Rannungen                | 1  | Maßbach       | Lage der Gemeinde Rannungen im Landkreis Bad Kissingen                    | 17,34 (1.5 %)   | 1156 (1.1 %)   | 67               | [ 45 ]    | [ 46 ]  |
| Riedenberg               | Wappen der Gemeinde Riedenberg               | 2  | Bad Brückenau | Lage der Gemeinde Riedenberg im Landkreis Bad Kissingen                   | 13,23 (1.2 %)   | 953 (0.9 %)    | 72               | [ 47 ]    | [ 48 ]  |
| Schondra, M              | Wappen der Gemeinde Schondra                 | 9  | Bad Brückenau | Lage der Gemeinde Schondra im Landkreis Bad Kissingen                     | 28,62 (2.5 %)   | 1739 (1.7 %)   | 61               | [ 49 ]    | [ 50 ]  |
| Sulzthal, M              | Wappen der Gemeinde Sulzthal                 | 1  | Euerdorf      | Lage der Gemeinde Sulzthal im Landkreis Bad Kissingen                     | 15,05 (1.3 %)   | 900 (0.9 %)    | 60               | [ 51 ]    | [ 52 ]  |
| Thundorf in Unterfranken | Wappen der Gemeinde Thundorf in Unterfranken | 4  | Maßbach       | Lage der Gemeinde Thundorf in Unterfranken im Landkreis Bad Kissingen     | 15,58 (1.4 %)   | 986 (0.9 %)    | 63               | [ 53 ]    | [ 54 ]  |
| Wartmannsroth            | Wappen der Gemeinde Wartmannsroth            | 11 |               | Lage der Gemeinde Wartmannsroth im Landkreis Bad Kissingen                | 53,49 (4.7 %)   | 2149 (2 %)     | 40               | [ 55 ]    | [ 56 ]  |
| Wildflecken, M           | Wappen der Gemeinde Wildflecken              | 14 |               | Lage der Gemeinde Wildflecken im Landkreis Bad Kissingen                  | 77,54 (6.8 %)   | 2914 (2.8 %)   | 38               | [ 57 ]    | [ 58 ]  |
| Zeitlofs, M              | Wappen der Gemeinde Zeitlofs                 | 12 |               | Lage der Gemeinde Zeitlofs im Landkreis Bad Kissingen                     | 40,92 (3.6 %)   | 2030 (1.9 %)   | 50               | [ 59 ]    | [ 60 ]  |